# ناستاسیا بارنت
 ناستاسیا بارنت (ایتالیایی: Nastassja Burnett؛ زادهٔ ۲۰ فوریهٔ ۱۹۹۲) یک تنیس‌باز اهل ایتالیا است.